# Bloemendhal
Bloemendhal is een voorstad van Colombo in Sri Lanka. De naam Bloemendhal is van Nederlandse afkomst zin vallei van de bloemen.